# 울고 간 여인
"울고 간 여인"은 1970년 공개된 대한민국의 영화이다.

## 배역
- 신영균
- 문희
- 고은아
- 김정훈